# Kapelle-Ufer
Das Kapelle-Ufer ist eine Straße am nördlichen Spree-Ufer im Berliner Ortsteil Mitte. Sie ist nach dem Widerstandskämpfer Heinz Kapelle (1913–1941) benannt.

## Geschichte
Die Straße trug ab dem 13. Mai 1871 bis 1951 die Bezeichnung Friedrich-Karl-Ufer nach dem preußischen Prinzen und Generalfeldmarschall Friedrich Karl Nikolaus (1828–1885). Nach Ende des Zweiten Weltkriegs lag die Straße direkt an der Grenze vom Sowjetischen in den Britischen Sektor Berlins. Die Umbenennung des östlichen Teils nach dem 1941 hingerichteten kommunistischen Widerstandskämpfer erfolgte am 31. Mai 1951. Die Umwidmung stand im Kontext einer konzertierten Umbenennungsaktion durch den von der SED-dominierten Ost-Berliner Magistrat anlässlich der Weltfestspiele der Jugend, die im August 1951 in Berlin stattfanden. 168 verbliebene Platz- und Straßennamen im Sowjetischen Sektor der Stadt mit militärischem oder monarchischem Bezug wurden geändert.
Ein Teil der Straße ist durch den Verlauf der Berliner Mauer geprägt. Im Februar 1968 wurde hier das Ehepaar Elke und Dieter Weckeiser bei einem Fluchtversuch erschossen.
Im Zuge der Errichtung des Band des Bundes gestaltete das Landschaftsarchitekturbüro Gruppe F die Promenade um. Dabei wurden rund 4000 m² Granitstein verbaut und 30 historische Sitzbänke aufgestellt, die einen Blick auf das Kanzleramt, die Moltkebrücke sowie den Berliner Hauptbahnhof ermöglichen. Sie wurde am 11. Mai 2006 eingeweiht.

## Heutige Nutzung
Die am 9. Mai 2005 freigegebene Straße Kapelle-Ufer war Teil einer Entwicklungsmaßnahme „Hauptstadt Berlin – Parlaments- und Regierungsviertel“. In Verbindung mit der Rahel-Hirsch-Straße sowie der Hugo-Preuß-Brücke dient der Straßenzug der nördlichen Umfahrung des Regierungsviertels. Gleichzeitig erfolgt hierüber die Erschließung des Berliner Hauptbahnhofs sowie des Schiffbauerdamms.

## Bauwerke
- Das 1888 eingeweihte Lessingtheater am Friedrich-Karl-Ufer 1/Ecke Unterbaumstraße, wurde 1945 durch Bombentreffer zerstört.
- Die AEG hatte in dem 1906 fertiggestellten Haus Friedrich-Karl-Ufer 2–4 ihre Konzernzentrale. Das von Alfred Messel entworfene Gebäude wurde im Zweiten Weltkrieg zerstört.[6]
- Das Landratsamt des Kreises Niederbarnim befand sich im Nieder-Barnimer Kreishaus, Friedrich-Karl-Ufer 5. Auch dieses Gebäude wurde im Zweiten Weltkrieg zerstört.
- Der „Bundespressestrand“ befand sich bis Ende 2011 am Kapelle-Ufer. Der Stadtstrand musste jedoch dem Neubau des Bundesministeriums für Bildung und Forschung (BMBF) weichen, der im Herbst 2014 bezogen wurde. Als erstes ziviles Bundesgebäude wurde es in Öffentlich-Private Partnerschaft (ÖPP) geplant, gebaut und finanziert.[7]
- Nördlich des neuen BMBF-Gebäudes ist das Futurium entstanden, dessen Grundstein 2015 gelegt wurde und das am 5. September 2019 seine Türen für das Publikum geöffnet hat. Als 2009 im Auftrag des Bundesamtes für Bauwesen und Raumordnung ein städtebauliches Konzept erstellt wurde, sollten bereits nach den Vorstellungen des BMBF auf dem Areal forschungsnahe Institutionen einen Platz finden. Das Land Berlin hingegen bevorzugte eine Wohnnutzung.[8] Nach der Bundestagswahl im Herbst 2009 verständigten sich dann Union und FDP im Koalitionsvertrag auf das Haus, in dem sich Deutschland „als Wissensgesellschaft und Innovationstreiber“ präsentiert.[9]
- Am südlichen Ende befindet sich am Schiffbauerdamm die Bundespressekonferenz.
- Am nördlichen Ende steht am Alexanderufer zum Humboldthafen hin das neue Geschäftshaus Humboldthafen Eins, in das 2015 die Wirtschaftsprüfungsgesellschaft PricewaterhouseCoopers und die Deutschland-Zentrale des Pharmaunternehmens Sanofi Pasteur MSD als Mieter einziehen werden.[10]
- Sehenswert ist der Ausblick auf das Band des Bundes mit dem Paul-Löbe-Haus und dem Kanzleramt, die Spree und den Spreebogenpark sowie den Berliner Hauptbahnhof.

Bauwerke am Kapelle-Ufer
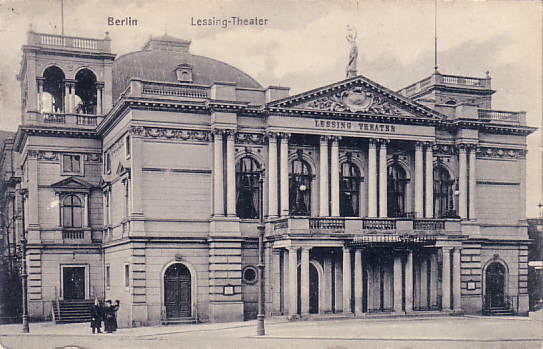
Lessingtheater um 1910 1945 zerstört
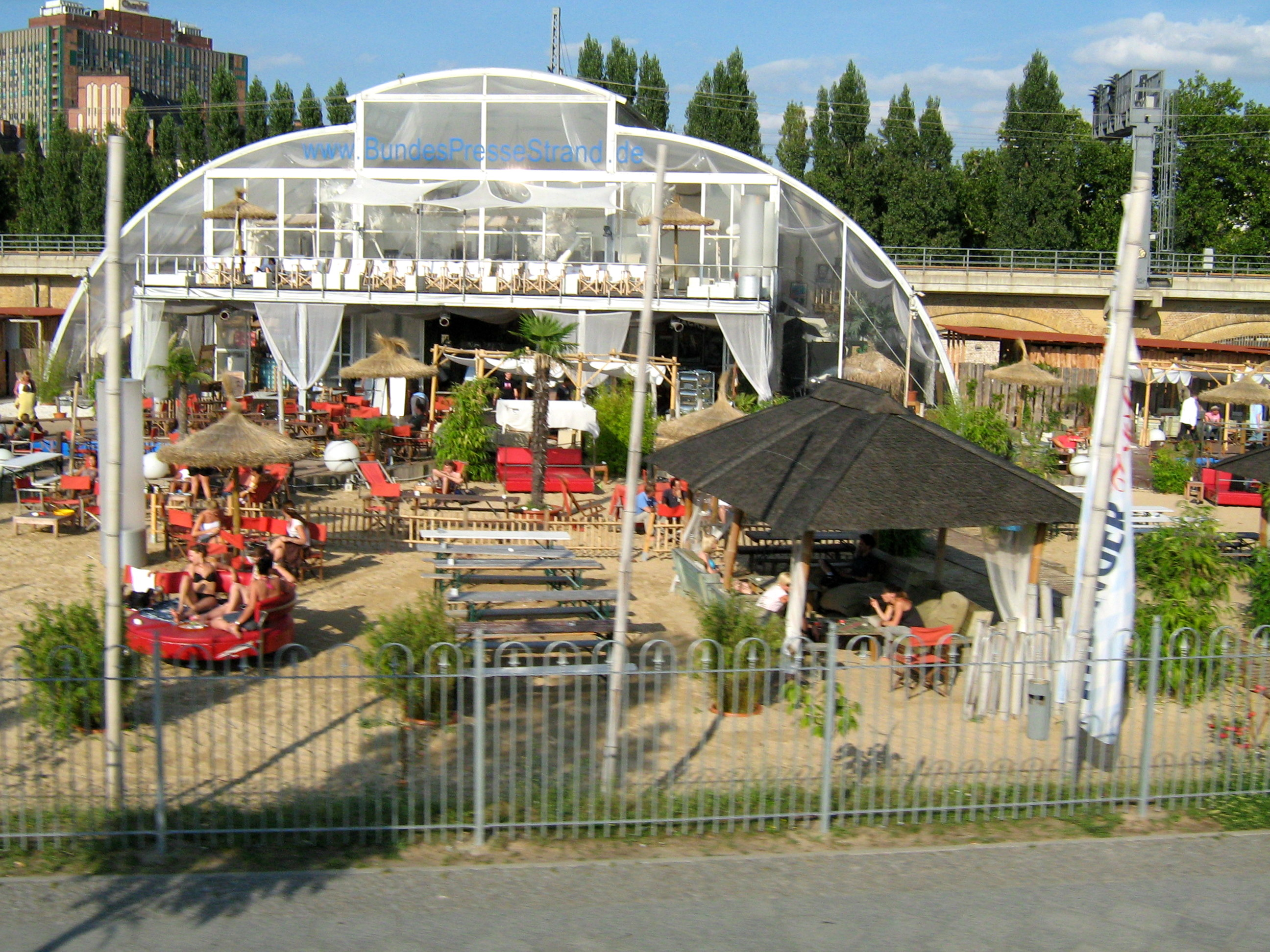
Bundespressestrand (2009)
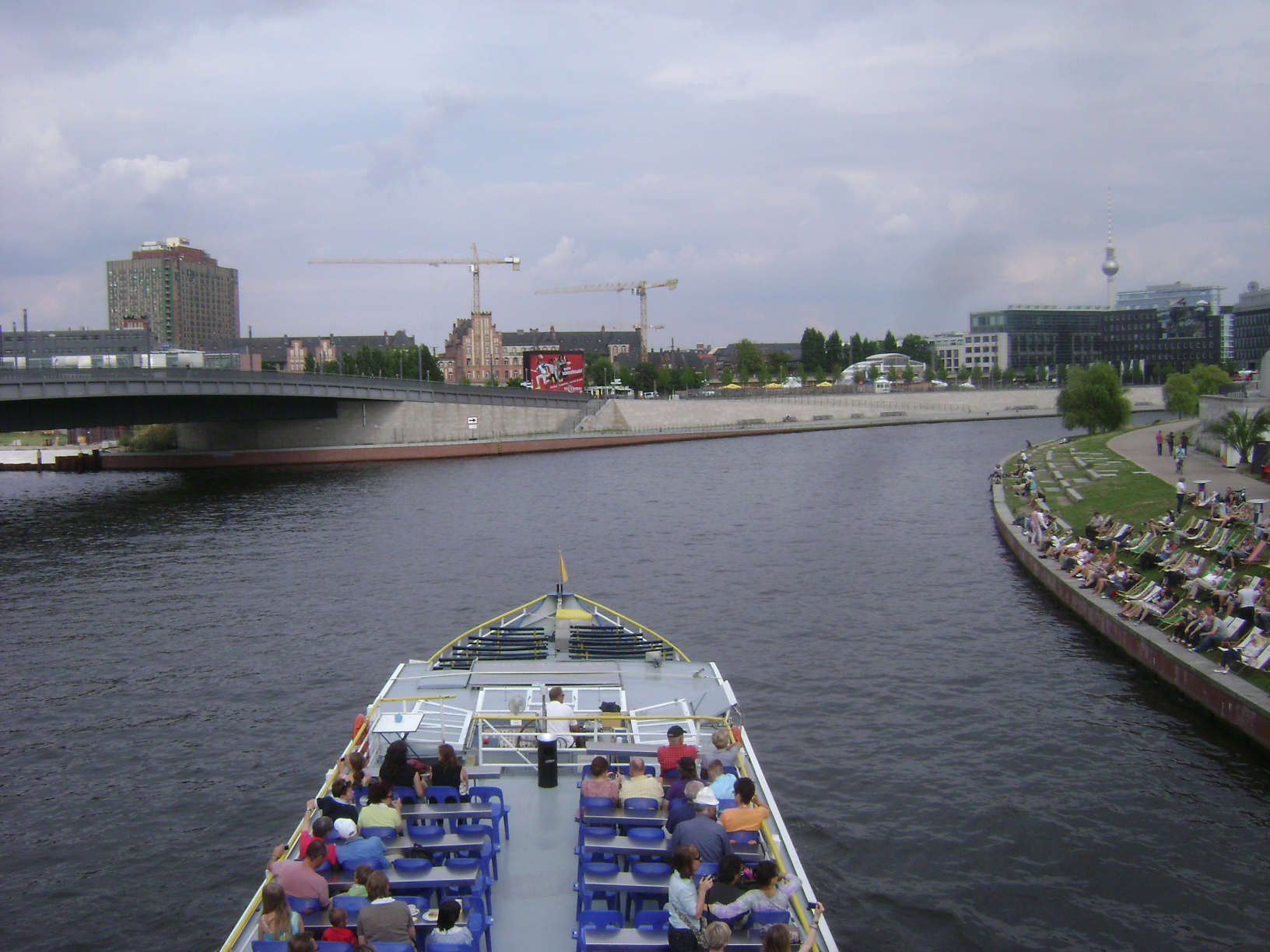
Kapelle-Ufer (2010) links: Hugo-Preuß-Brücke
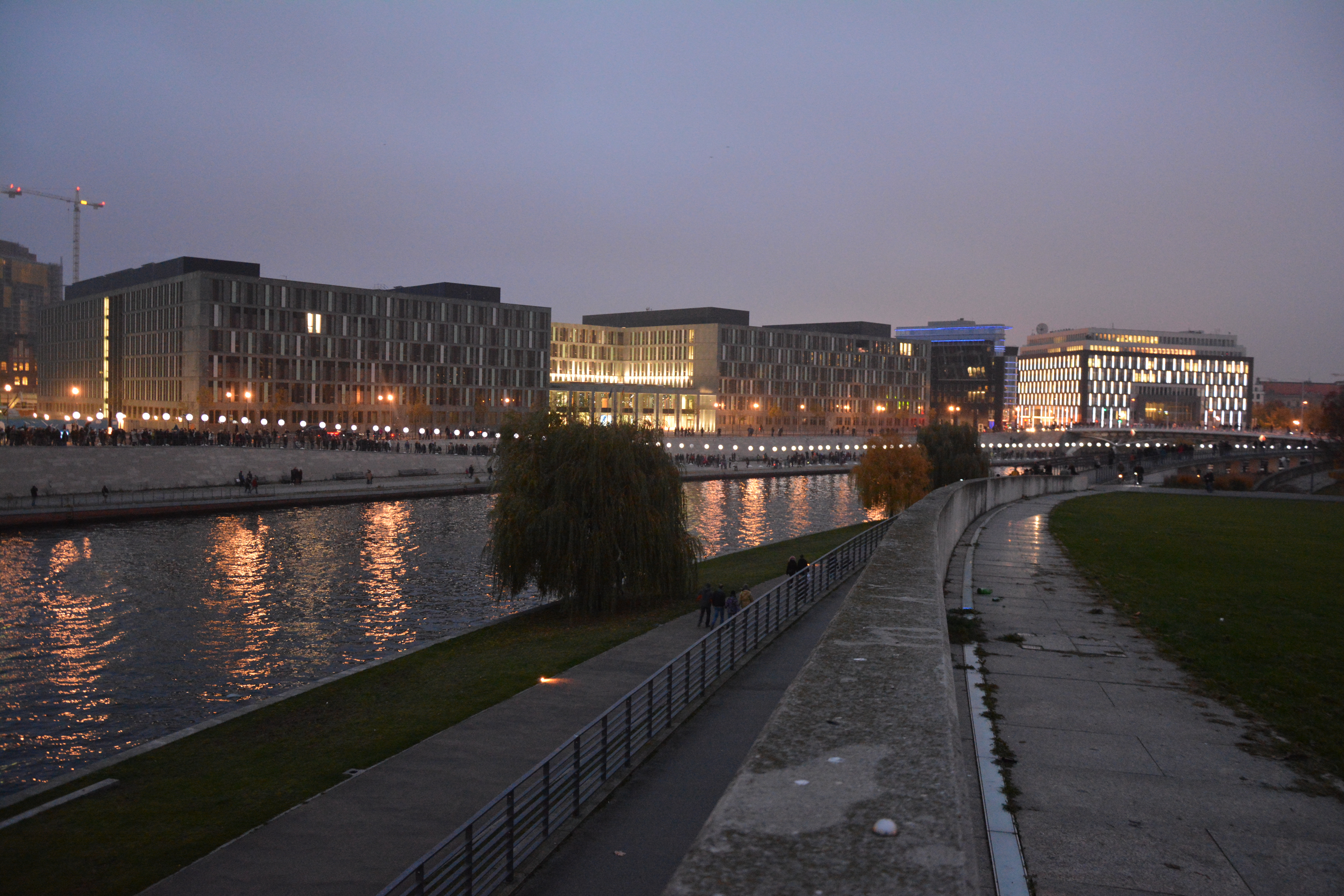
Dienstsitz des BMBF (2014)
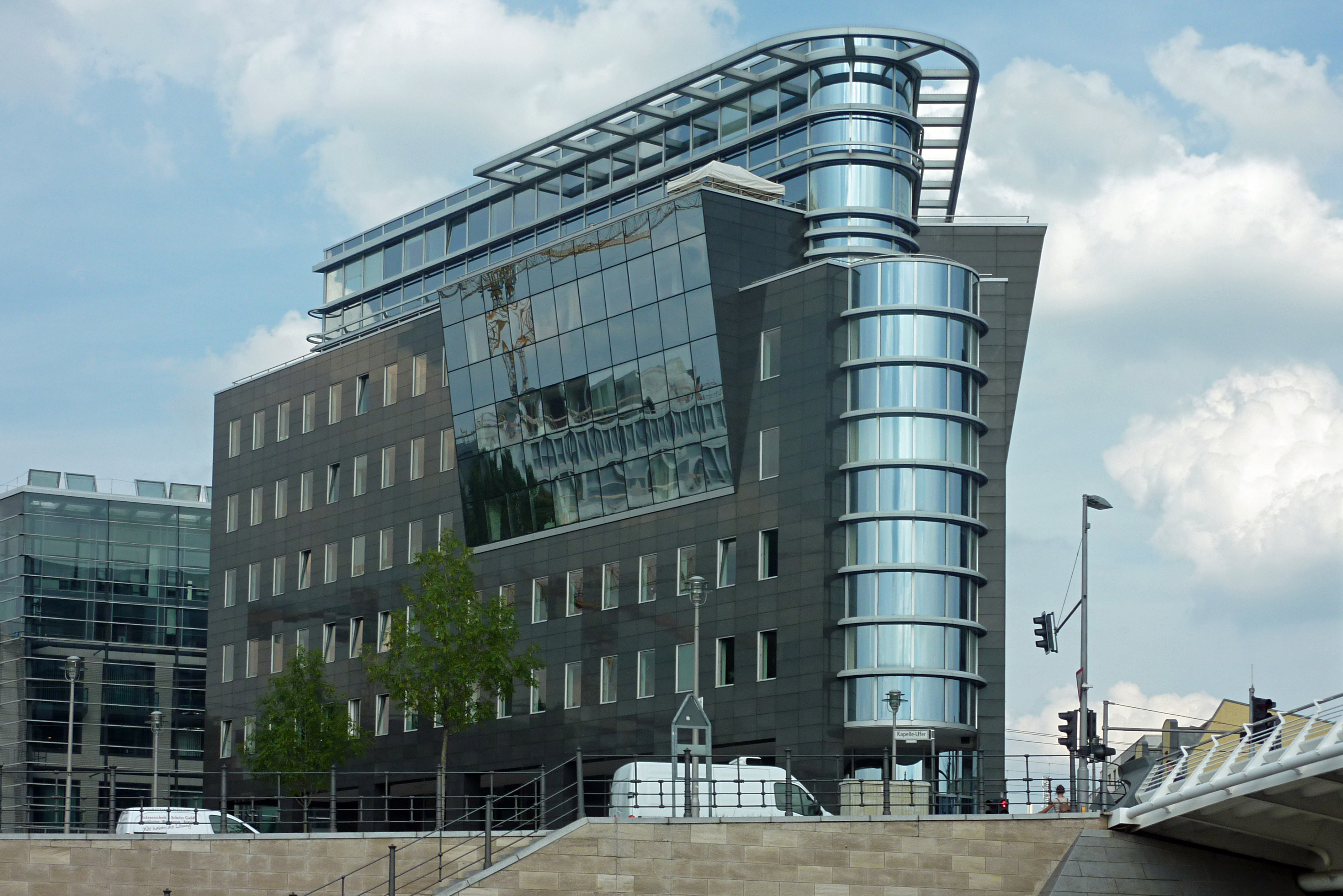
Bürogebäude „SpreeEck“
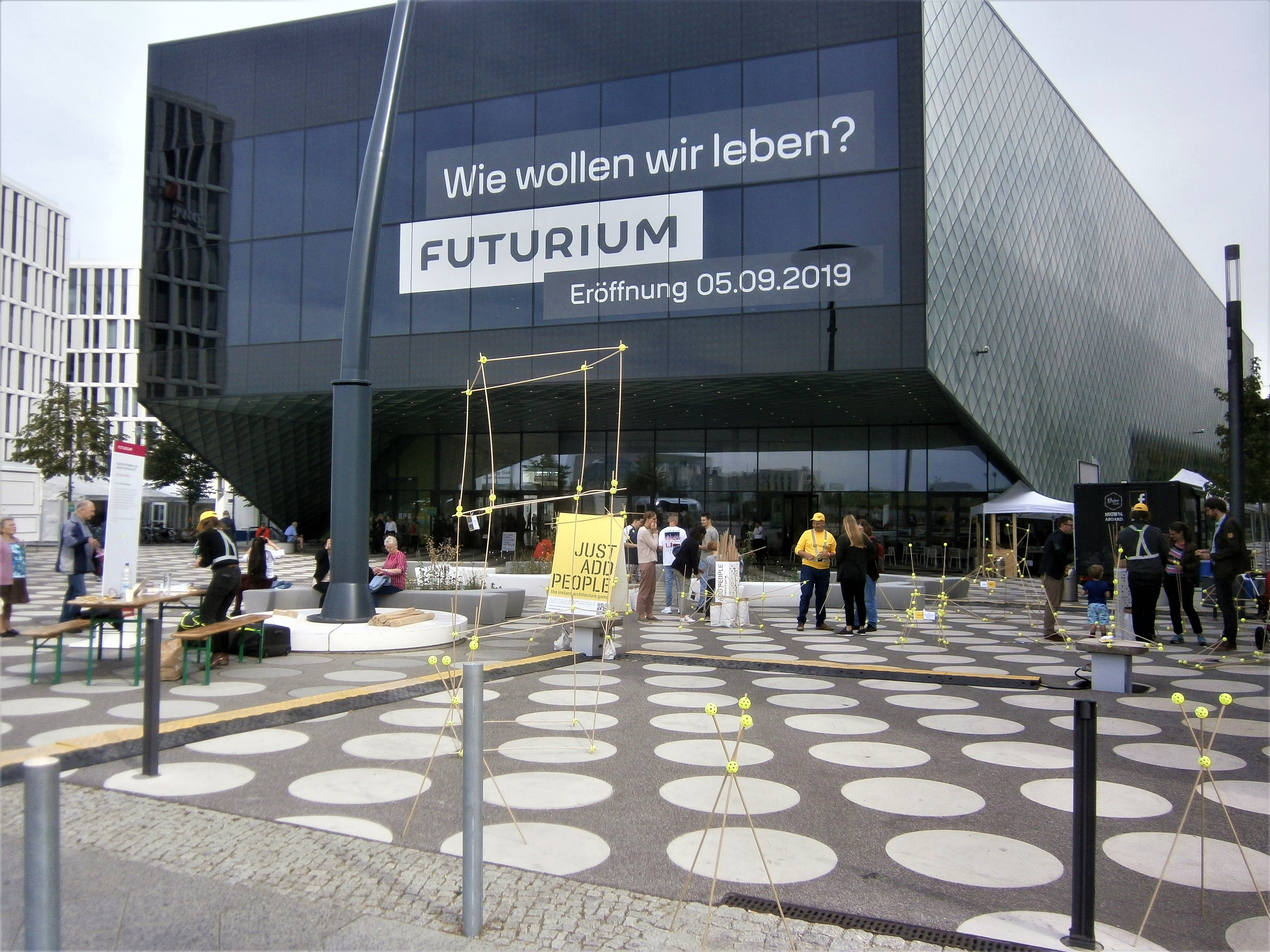
Projektgebäude Futurium